# حارة عاتق (البريقة)
حارة عاتق هي إحدى حارات حي ناجي الواقع بمديرية البريقة التابعة لمحافظة عدن، بلغ تعداد سكانها 4665 نسمة حسب تعداد اليمن لعام 2004.